# Liste des édifices religieux d'Évreux
Cet article présente la liste des édifices religieux situés dans le territoire de la ville d'Évreux.
Note : cette liste n'est pas exhaustive.

## Catholique

### Églises
- Église cathédrale Notre-Dame de l'Assomption, rue Charles-Corbeau.
- Église Saint-Taurin, place Saint-Taurin.
- Église Saint-Germain, avenue Aristide-Briand, Navarre.
- Église Sainte-Thérèse, rue des Violettes, Nétreville.
- Église Saint-Michel, rue du Panorama.
- Église Notre-Dame-de-Bon-Secours, rue de Coudres La Madeleine.

### Chapelles
- Chapelle Saint-Michel-des-Vignes, rue du Panorama (transformée en oratoire).
- Chapelle des sœurs de la Providence, rue Joséphine.
- Chapelle du Centre diocésain Saint-Jean (évêché), rue Jean-Bart, Nétreville.
- Chapelle du cimetière Saint-Louis.
- Chapelle du collège Saint-François-de-Sales, rue Portevin.
- Chapelle de l'école Notre-Dame, rue du Chantier.
- Chapelle de l'hôpital spécialisé, rue de Conches, Navarre.

### Anciens lieux de culte
- Ancienne chapelle du grand puis du petit séminaire.
- Ancienne chapelle Notre-Dame du séminaire des Eudistes, rue Joséphine (tribunal judiciaire).
- Ancienne chapelle Saint-Joseph du couvent des Ursulines, rue de Borville-Dupuis (salle de réception).
- Ancienne chapelle du couvent des Capucins, rue Jean-Jaurès (conservatoire à rayonnement départemental).
- Ancienne chapelle dite de la Cavée-Boudin, rue Cavée-Boudin.
- Ancienne église Notre-Dame-de-Bon-Secours, rue de la Paix, La Madeleine (transformée en salles paroissiales).
- Ancienne chapelle de Nétreville.

## Protestant/Évangélique
- Église Protestante Unie, rue du Chantier.
- Église Évangélique, Assemblées de Dieu de France, rue Georges-Bernard et rue Maréchal Joffre.

## Musulman
- Mosquée El Fath, rue de la Forêt.
- Mosquée Assalam, rue de Colmar

## Églises millénaristes
- Église néo-apostolique, rue Jacquard.
- Église néo-apostolique, rue Garambouville.
- Église de Jésus-Christ des saints des derniers jours, rue Isambard.
- Salle du royaume des témoins de Jéhovah, rue Jacques-Monod.

## Culte antoiniste
- Temple, rue de Dreux.